# Swansonella novaezealandica
Swansonella novaezealandica är en kräftdjursart som först beskrevs av Hartmann 1982.  Swansonella novaezealandica ingår i släktet Swansonella och familjen Leptocytheridae. Inga underarter finns listade i Catalogue of Life.